# John P. O'Neill
John Patrick O'Neill (6. februar 1952 – 11. september 2001) var en amerikansk terrorekspert, der arbejdede som agent og senere assisterende direktør i Federal Bureau of Investigation indtil slutningen af 2001. I 1995 begyndte han at undersøge årsagerne til bombningen af World Trade Center i 1993. Senere undersøgte han terrornetværket al-Qaeda og Osama bin Laden, og i 1996 årsagerne for bombningen af Khobar Towers i Saudi-Arabien og USS Cole bombningen i Yemen i 2000. Senere blev han chef for sikkerheden i World Trade Center, han døde i en alder af 49 år som følge af terrorangrebet den 11. september 2001, da angrebet skete befandt han sig i World Trade Center.
Han blev hyret som agent i FBI i 1976. I løbet af de næste 15 år arbejdede han om emner om økonomisk kriminalitet og organiseret kriminalitet.
Hans jordiske rester blev fundet i ruinerne af World Trade Center den 22. september 2001.